# Anari (1959)
Anari (Hindi: अनाड़ी, anāṛī; übersetzt: Naivling) ist ein Hindi-Film von Hrishikesh Mukherjee aus dem Jahr 1959.

## Handlung
Raj Kumar ist ein armer, naiver Maler, der kaum seine Miete bezahlen kann. Seine Vermieterin Mrs. D´Sa lässt ihn aber trotzdem bei ihr wohnen, da sie ihn wie einen Sohn ansieht. Schließlich findet Raj einen Job bei dem Medikamentenhersteller Ramnath, weil er dessen verloren gegangenen Geldbeutel zurückbrachte. Ramnath ist von Rajs Ehrlichkeit sehr beeindruckt und will ihn befördern.
Das Glück scheint auf Rajs Seite, denn er hat sich außerdem in die schöne Aarti verliebt. Was er nicht weiß, ist, dass Aarti die Tochter von Ramnath und somit wohlhabend ist. Damit dies Raj nicht abschreckt, tauscht sie die Rolle mit ihrer Zofe Asha, was nun zu einigen Komplikationen führt.
Auf Aartis Geburtstagsfeier haben die Verwechslungsspiele schließlich ein Ende. Raj ist von Aarti enttäuscht und verlässt die Feier. Ramnath ahnt von der Liebe zwischen Aarti und Raj. Als Aarti ihre Liebe gesteht, wird er wütend und will diese Bindung nicht akzeptieren.
Während dieser Zeit wird Mrs. D´Sa schwerkrank. Nach einiger Zeit stirbt sie und Raj erfährt, dass Mrs. D´Sa Gift verschrieben wurde und sie deshalb gestorben ist. Seine Vermutung, dass Aartis Vater dahinter steckt, bestätigt sich. Auch Aarti erfährt von Mrs. D´Sas Tod.
Vor Mrs. D´Sas Grab wird Raj wegen des Mordes an Mrs. D´Sa verhaftet. In der Zeitung erfährt Aarti von diesem Fall und stellt ihren Vater zur Rede, traut sich jedoch nicht, ihn bei der Polizei anzuzeigen.
Bei den Gerichtsverhandlungen nimmt Aarti die ganze Schuld auf sich, doch Raj bestreitet dies und gesteht selbst die Tat, die er nicht begangen hat. Nach den Verhandlungen will Aarti dasselbe Medikament schlucken, das Mrs D´Sa verschrieben wurde. Ihr Vater hält sie im letzten Moment davon ab und sieht seinen Fehler ein. Vor Gericht gesteht er seine Tat, woraufhin Raj freigesprochen wird.

## Hintergrund
Die Bauten des Films stammen von dem Szenenbildner M. R. Achrekar. Shankar-Jaikishens Songs werden von Manna Dey, Lata Mangeshkar und Mukesh gesungen. Die Liedtexte schrieben Shailendra und Hasrat Jaipuri.
Obwohl Regie und Schnitt des Films Hrishikesh Mukherjee zugeschrieben sind, verrät der filmische Ansatz die Handschrift Raj Kapoors. Die Anwesenheit vieler Mitarbeiter früherer Kapoor-Filme (z. B. Shri 420) wie Shailendra, Hasrat, Shankar-Jaikishen und der Playbacksänger, sowie das Mukesh-Solo (Kissi ki muskurahaton pe ho nisar) eines philosophierenden Tramps (Kapoors Rolle des armen Malers) unterstreichen Raj Kapoors direkten Einfluss auf den Film.
Anari war der erfolgreichste Film bei den Filmfare Awards 1960.

## Auszeichnungen
- Filmfare Award/Bester Hauptdarsteller an Raj Kapoor (1960)
- Filmfare Award/Beste Nebendarstellerin an Lalita Pawar (1960)
- Filmfare Award/Beste Musik an Shankar-Jaikishan (1960)
- Filmfare Award/Bester Playbacksänger für den Song Sab Kuchh Seekha Humne an Mukesh (1960)
- Filmfare Award/Bester Liedtext für das Lied Sab Kuchh Seekha Humne an Shailendra (1960)